# Куанг Бин (провинция)
Куанг Бин (на виетнамски: Quảng Bình) е виетнамска провинция разположена в регион Бак Чунг Бо. На север граничи с провинция Ха Тин, на юг с провинция Куанг Чи, на запад с Лаос, а на изток с Южнокитайско море.

## История
Първоначално територията на провинция Куанг Бин е била част от древната държава Ван Ланг, създадена от прадедите на сегашните виети. След това става част от средновековното кралство Чампа. Куанг Бин се превръща в ябълката на раздора между Чампа и съседното кралство Дай Ко Виет, което дава начало на съвременната виетнамска държава. По време на управлението на крал Ли Тхан Тонг Куанг Бин става част от Дай Виет, но дълго време продължава да бъде осноното поле на битката между двете индокитайски кралства. Куанг Бин окончателно влиза в състава на виетнамската държава след поредицата успехи, които постигат армията на Дай Виет. Провинцията става важна част от кралството след като принц Нгуйен Хоанг е изпратен от динаистията Ле да администрира този южен край. Принцът бързо развива дадената му територия и не след дълго се появява силната провинция Данг Тронг. Куанг Бин изиграва съществена роля в отбраната на Данг Тронг по време на постоянните атаки от страна на съседната Данг Нгоай.
По време на френското управление във Виетнам Куанг Бин е част от протектората Аннам, част от Френски Индокитай.
По време на Виетнамската война провинцията е част от Демократична република Виетнам, в която е бил установе комунистически режим. Куанг Бин се намирала само на 20 km от демилитаризираната зона. Провинцията понася значителни поражения по време на усилените бомбардировки от страна на американските военни сили.

## Демография
В провинция Куанг Бин живеят 24 етнически групи, като по-голямата част от тях са етнически виетнамци кин, следвани от народа ван кию и народа тут. Останалите малцинства са със сравнително малко представители, повечето не повече от 100 души. Всичките 23 малцинствени групи живея в планинските региони.
Териториално населението на провинцията е разпределено изключително неравномерно, защото едва 10% от населението живеят на 90% от територията, която в по-голямата си част е планинска или песъчлива; от друга страна 90% от населението живет в останалите 10% земя, която е по-благодатна за обработка. Едва 11,5% от всички жители на Куан Бин живеят в градските райони, докато останалите 88,5 – в селските. През 2000 година работната сила е представлявала около 47,8% от населението, като 72% са заети в селксостопанската дейност. Едва 10,9% работят в индустрията и сектор услуги. Едва 1,2% от жителите на Куанг Бин имат образователна степен над гимназия (университет или колеж).

## Административно деление
Провинция Куанг Бин се състои от един град Донг Хой и шест окръга:
- Бо Трат
- Ле Тхуй
- Мин Хоа
- Куан Нин
- Куанг Трат
- Туйен Хоа

От своя страна окръзите се делят на 154 комуни.

## Забележителности
- Национален парк Фонг Нха-Ке Банг (Vườn quốc gia Phong Nha-Kẻ Bàng) – включен в списъка на ЮНЕСКО за световно наследство
- Плажовете Да Нхай и Нхат Ле
- Топлите извори Банг в окръг Ле Тхуй
- Линията Хо Ши Мин